# Erebia griela
Erebia griela är en fjärilsart som beskrevs av Fabricius 1793. Erebia griela ingår i släktet Erebia och familjen praktfjärilar. Inga underarter finns listade i Catalogue of Life.